# Scapania harae
Scapania harae là một loài rêu trong họ Scapaniaceae. Loài này được Amak. mô tả khoa học đầu tiên năm 1964.